# Na kolana
Na kolana – singel Kasi Cerekwickiej wydany w 2006 roku. Promował płytę Feniks. Kompozytorem i producentem utworu jest Piotr Siejka, a autorką tekstu Kasia Cerekwicka. Piosenka brała udział w konkursie Piosenka dla Europy 2006, który wybierał polskiego reprezentanta na 51. Konkurs Piosenki Eurowizji, który odbył się w maju 2006, w Olympic Indoor Hall w Atenach. W finale preselekcji, utwór uzyskał 10 punktów dzięki głosom jurorów oraz siedem w głosowaniu telewidzów, co po zsumowaniu obu punktacji dało 17 punktów – tyle samo ile zespół Ich Troje, który ostatecznie poprzez zdobyciu większej liczby głosów widzów, wygrał preselekcje.

## Notowania
| Lista                | Pozycja |
| -------------------- | ------- |
| POPLista RMF FM      | 1       |
| RDN Małopolska       | 2       |
| Gorąca 20 Radio Eska | 1       |
| MTV Maxxx Hits       | 1       |
| VIVA Chartsurfer     | 1       |